# Platylabops torpidops
Platylabops torpidops är en stekelart som beskrevs av Bauer 2001. Platylabops torpidops ingår i släktet Platylabops och familjen brokparasitsteklar. Inga underarter finns listade i Catalogue of Life.